# The Bodyguard (ścieżka dźwiękowa)
The Bodyguard – pierwszy soundtrack piosenkarki Whitney Houston do filmu o tym samym tytule. Album do dziś sprzedał się w nakładzie 42 milionów egzemplarzy (w samych Stanach 17 mln). Album znajdował się na pierwszym miejscu list przebojów większości krajów na świecie, a utwór „I Will Always Love You” stał się jednym z największych przebojów artystki.
Album znajduje się na liście najlepiej sprzedających się na świecie i USA. W Polsce soundtrack osiągnął status złotej płyty.

## Lista utworów
1. „I Will Always Love You” – Whitney Houston (Parton)
2. „I Have Nothing” – Whitney Houston (Foster/Thompson-Jenner)
3. „I'm Every Woman” – Whitney Houston (Ashford/Simpson)
4. „Run to You (Bodyguard)” – Whitney Houston (Friedman/Rich)
5. „Queen of the Night” – Whitney Houston (Babyface/Houston/Reid/Simmons)
6. „Jesus Loves Me” – Whitney Houston (Caldwell/Winans)
7. „Even If My Heart Would Break” – Kenny G featuring Aaron Neville (Golde/Gurvitz)
8. „Someday (I'm Coming Back)” – Lisa Stansfield (Devaney/Morris / Stansfield)
9. „It's Gonna Be A Lovely Day” – The S.O.U.L. S.Y.S.T.E.M. (Clivillés/Cole/Never/Scarborough/Visage/Withers)
10. „(What's So Funny 'Bout) Peace, Love, and Understanding” – Curtis Stigers (Lowe)
11. „Theme from The Bodyguard” – Alan Silvestri (Silvestri)
12. „Trust in Me” – Joe Cocker featuring Sass Jordan (Beghe/Midnight/Swersky)